# 缬更昔洛韦
纈更昔洛韋（英語：Valganciclovir），是一款抗病毒藥物，用以治療因愛滋病或器官移植造成巨細胞病毒感染，代表性的藥品品名為 Valcyte或万赛维。本品只能壓制感染，無法治癒，需長期使用。此藥是口服給藥。
常見的副作用為腹痛、頭痛、失眠、噁心、發燒及血球數量不足。其他的副作用有不孕及腎功能衰竭。有些動物在懷孕時使用此藥，造成了生育缺陷。本品是更昔洛韋的L-纈氨醯酯，到腸道及肝臟時會分解為更昔洛韋。
纈更昔洛韋在 2001 年通過醫療用途，列於世界衛生組織基本藥物標準清單，認可為醫療系統中安全有效的必需藥物。在開發中國家，每日藥費約在 30.16 至 52.14 美元之間。2016年時，在美國，平均每日批發價為 58.54 美元。2017年，其通用名藥物通過核可[6]。

## 药动学
1. 口服生物利用度约为60%，脂肪类食物能显著提高生物利用度和血浆、组织药物浓度。
2. 药物达峰时间为2小时
3. 以更昔洛韦的形式通过尿消除，半衰期为4h。

## 不良反应
- 嗜中性白血球减少症、 贫血、 血小板减少症、 骨髓抑制。
- 腹泻、 恶心、 呕吐, 腹痛.
- 发热、 头痛、 失眠、 感觉异常、 周围神经病变.
- 视网膜脱落

## 其他应用
缬更昔洛韦被推荐应用于慢性疲劳综合症。据报道，有12位患者中有9例治疗成功。斯坦福大学进行了一个双盲、对照的研究，结果还未公布，但公布的消息显示缬更昔洛韦具有显著的改善作用。